# سانوفی
سانوفی (به فرانسوی: Sanofi) شرکت داروسازی چندملیتی فرانسوی است، که دفتر مرکزی آن در شهر پاریس قرار گرفته‌است.
سانوفی در سال ۱۹۷۳ به‌عنوان زیرمجموعه‌ای از شرکت نفتی الف اکیتین تأسیس شد. این شرکت در سال ۱۹۹۴ از الف اکیتین تفکیک و به‌عنوان یک شرکت مستقل ثبت گردید.
شکل کنونی سانوفی، حاصل ادغام چندین شرکت دارویی و آزمایشگاه داروسازی اروپایی و آمریکایی می‌باشد. شرکت سانوفی اکنون از نظر میزان فروش سالیانه، به عنوان چهارمین شرکت بزرگ در صنایع داروسازی جهان، شناخته می‌شود.
سهام این شرکت در بازارهای بورس یورونکست پاریس، بورس لندن، بورس فرانکفورت و بازار بورس نیویورک مبادله می‌شود.

## ساختار
سانوفی ۷ حیطه تخصصی و پژوهشی دارد، که عبارتند از:
۱. قلب و عروق ۲. دستگاه عصبی مرکزی ۳. پزشکی داخلی ۴. دیابت ۵. سرطان‌شناسی ۶. ترومبوسیز ۷. واکسن

## محصولات شاخص
- پلاویکس
- انسولین گلارژین
- دپاکین